# Mallos nigrescens
Espèce
Synonymes
- Dictyna nigrescens Caporiacco, 1955

Mallos nigrescens est une espèce d'araignées aranéomorphes de la famille des Dictynidae.

## Distribution
Cette espèce est endémique du Venezuela.

## Systématique et taxonomie
Pour Bond & Opell, 1997, cette espèce serait une Amaurobiidae.

## Publication originale
- Caporiacco, 1955 : Estudios sobre los aracnidos de Venezuela. 2a parte: Araneae. Acta biológica Venezuelica, vol. 1, p. 265-448.